# Pro Sesto 1913
Die Pro Sesto 1913 S.r.l. (kurz: Pro Sesto) ist ein italienischer Fußballverein aus Sesto San Giovanni, Mailand. Der Klub spielt aktuell in der Serie D, der vierten italienischen Liga.

## Geschichte
Der Verein wurde im Jahre 1913 in der Stadt Sesto San Giovanni, in der Provinz Mailand gelegen, gegründet. Als ersten Namen bekam der neu gegründete Klub die Bezeichnung Società Ginnico Sportiva Pro Sesto, was 1927 in US Pro Sesto umgewandelt wurde. Unter diesem Namen verzeichnete der Verein seine größten Erfolge, die sich auf die Zeit direkt nach dem Ende des Zweiten Weltkrieges berufen. Im Jahr 1945 wurde Pro Sesto in die Qualifikationsrunde zur Serie B eingeteilt und konnte sich einen Platz für die Saison 1946/47 sichern, welche man schließlich mit Platz 14 beenden konnte. Dabei trennten Pro Sesto vom ersten Absteiger AS Biellese nur zwei Punkte. Im Folgejahr wurde die Serie B neu geordnet und nur die ersten sieben Teams der Staffel qualifizierten sich für die Austragung im Folgejahr. Der Verein wurde punktgleich mit dem AC Crema Siebter. In der darauf folgenden Saison 1948/49 konnte man erneut den siebten Platz belegen. Auf diesem Punkt des sportlichen Höhepunkts kam nur ein Jahr später der jähe Abstieg aus der zweithöchsten italienischen Spielklasse. Als 22. und Letzter der Serie B 1949/50 mit nur dreizehn erbeuteten Punkten, musste abgeschlagen der Gang in die Drittklassigkeit hingenommen werden. Nur ein Jahr nach dem Abstieg aus der Serie B 1950 ereilte Pro Sesto gleich ein zweiter Abstieg und man wurde bis in die Promozione und ein weiteres Jahr später in die Promozione Regionale durchgereicht.
So verschwand die US Pro Sesto für lange Zeit im tiefsten Amateurfußball. Erst ab 1966 konnte man sich wieder langfristig in der Serie D festsetzen und dort etablieren. Dreizehn Jahre von 1966 bis 1979 spielte der Verein in der Serie D, ehe der Wiederabstieg in die Promozione hingenommen werden musste. 1987 fand sich der mittlerweile in AC Pro Sesto umbenannte Klub auf einmal in der Serie C2 wieder und schaffte nach drei Jahren als Zweiter der Girone B der Serie C2 1989/90 den Aufstieg in die Serie C1. Dort konnte man sich einige Jahre halten, stieg dann 1996 wieder ab, um 2005 wieder in die dritthöchste italienische Liga zurückzukehren. Dort spielte man beständig gegen den Abstieg und kämpfte mehr und mehr gegen finanzielle Probleme. 
Während die Mannschaft bis 2010 wieder in die Serie D abgeglitten war, erlebte der Verein in dieser Zeit seine schwärzesten Jahre. Die Schulden wurden immer größer und so ging Pro Sesto im Sommer 2010 bankrott und wurde anschließend neu gegründet, einhergehend mit einem Neuanfang in der siebthöchsten italienischen Liga. Von dort aus gelang allerdings relativ schnell, unter dem neuen Namen SSD Pro Sesto, die Rückkehr bis in die Serie D.
Nach dem erneuten Aufstieg in die Serie C, in der Saison 2019/20, änderte der Verein erneut den Namen in Pro Sesto 1913.

## Erfolge
- Aufstieg in die Serie B: (1) 1945/46

- Serie C2: (1) 2004/05
- Serie D: (1) 2019/20

## Ehemalige Spieler
- Simon Badjie
- Mario Beretta
- Cristian Brocchi
- Davide Corti
- Stefano Eranio
- Filippo Galli
- Abdelkader Ghezzal
- Massimo Gobbi
- Robert Maah
- Paolo Orlandoni